# Chitaraque
Chitaraque es un municipio de Boyacá, Colombia, perteneciente a la Provincia de Ricaurte en límites con el Departamento de Santander. Dista aproximadamente 105 kilómetros de la ciudad de Tunja, capital del departamento.

## Toponimia

### Origen lingüístico[3]
- Familia lingüística: Chibcha
- Lengua: Muysccubun

### Significado
Chitaraque posiblemente pertenece a la lengua general Muisca y presenta los vocablos chi “nosotros”, ta “dominio, labranza”. ra-ca “lugar, fortaleza, propiedad”, ita “mano”. kake “pelea”, que-ke “fuerte, vigoroso”.
Este vocablo representa el símbolo de la estrella de oriente y de igual manera la hora de la madrugada; toda expresión acompañada del vocablo ca enuncia territorios sublimes asignados a grandes caciques.

### Origen / Motivación
La palabra Chitaraque identifica este lugar desde los tiempos antes del contacto y la dominación europea, con los sentidos naturales de propiedad y uso de los recursos de la tierra.

## Historia
Antes de la llegada de los españoles, el territorio del municipio estaba ocupado por los nativos Poasaque. Esta población fue sometida bajo la figura de la encomienda, durante la época de La Colonia. Al poblado se le dio la categoría de «pueblo doctrinero» en 1621 bajo las directrices de la iglesia católica y en 1790 se establece como parroquia.

## Geografía
El municipio de Chitaraque se ubica en la provincia de Ricaurte del departamento de Boyacá; limita por el sur, oriente y norte con los municipios de Gámbita y Suaita (Santander), respectivamente; con San José de Pare, Santana y Togüí por el occidente. Dista de Tunja, la capital del departamento, 104,6 km.

## Economía
Chitaraque es un municipio eminentemente agropecuario en especial al cultivo de la caña panelera y fabricación de panela siendo su principal producto, también es el primer productor de panela del departamento.[cita requerida]

## Fiesta patronal
El patrono de Chitaraque es San Pedro Claver, la cual es conmemorada cada 9 de septiembre, esta es una de las principales celebraciones en el año, en este día se realizan carrozas y comparsas, resaltando sus costumbres y productos típicos del lugar.